# هاروی واینستین

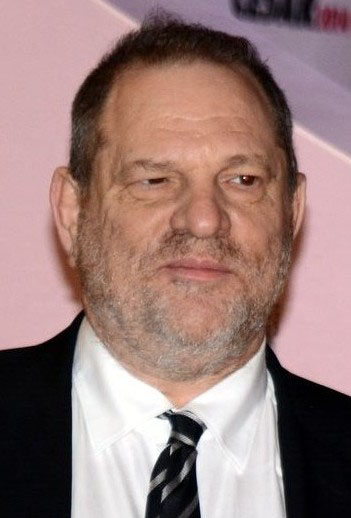
هاروی در سال ۲۰۱۴

هاروی وایْنْسْتین (انگلیسی: Harvey Weinstein؛ زادهٔ ۱۹ مارس ۱۹۵۲) تهیه‌کننده فیلم آمریکایی است. او و برادرش، باب واینستین شرکت سرگرمی میراماکس را تأسیس کردند، که این شرکت چندین فیلم مستقل موفق از جمله فیلم‌های سکس، دروغ و نوار ویدئویی (۱۹۹۸)، بازی گریه (۱۹۹۲)، داستان عامه‌پسند (۱۹۹۴)، موجودات آسمانی (۱۹۹۴)، لاس زدن با فاجعه (۱۹۹۶) و شکسپیر عاشق (۱۹۹۸) را تولید کرد. واینستین یک جایزه اسکار به خاطر تولید فیلم شکسپیر عاشق و هفت جایزه تونی برای بازی‌ها و موزیکال‌های گوناگون از جمله آگوست: اوسیج کانتی دریافت کرده‌است. او و برادرش بعداً در سال ۲۰۰۵ واینستین کمپانی را تأسیس کردند.

## زندگی
هاروی واینستین در محله فلاشینگ، کویینز از شهرستان کویینز نیویورک سیتی به دنیا آمد. پدر و مادرش دو یهودی با نامهای مکس واینستین و ماریام واینستین بودند که در صنعت برش الماس فعالیت می‌کردند. اجداد وی نیز از یهودیانی بودند که از لهستان به آمریکا مهاجرت کردند.

## حبس ابد به‌جرم تجاوزات جنسی
در اکتبر ۲۰۱۷، پیرو اتهامات آزار جنسی علیه واینستین او از شرکتش و آکادمی علوم و هنرهای سینما اخراج شد. تا ۳۱ اکتبر ۲۰۱۷، بیش از ۸۰ زن اتهاماتی را علیه واینستین وارد کرده بودند. اتهامات باعث به وجود آمدن کمپین رسانه اجتماعی «#من‌هم» و ادعاهای بسیاری در رابطه با سوءاستفاده جنسی مشابه واینستین، علیه مردان قدرتمند در سراسر جهان شد که اثر واینستین نامیده شد و باعث عزل و برکناری بسیاری از آنان شد. در ۲۴ فوریه ۲۰۲۰، دو مورد از مجموع پنج مورد اتهامات مرتکب شده در ایالت نیویورک واینستین در دادگاهی در این ایالت تأیید شده و او به ۲۳ سال حبس محکوم شد.
در فوریه ۲۰۲۳، «هاروی واینستین» چهره پرنفوذ سابق هالیوود، توسط یک قاضی لس آنجلس به دلیل تجاوز جنسی و سایر جرایم جنسی به ۱۶ سال زندان دیگر محکوم شد تا سالهای باقیمانده از زندگی خود را در زندان سپری کند.
در این جلسه متهم به بی گناهی خود به دادگاه اعتراض کرد و گفت: «لطفاً مرا به حبس ابد محکوم نکنید. من سزاوار آن نیستم». او پیش از این مدعی شده بود که پرونده علیه او ساختگی بوده‌است.
ماجرای رسوایی اخلاقی «هاروی واینستین» که اولین بار توسط هفته‌نامه نیویورکر فاش شد، آغاز جنبش Metoo# در هالیوود را موجب شد که هدف آن افزایش توجه به شیوع سوءاستفاده جنسی از زنان در سینمای هالیوود است.
آزیا آرجنتو چند ماه قبل از جشنواره فیلم کن ۲۰۱۸ بدنبال اتهامات آزار جنسی هاروی واینستین، دست به افشاگری علیه او زد. آزیا مدعی شد که زمانی که او ۲۱ سال سن داشت، هاروی واینستین به او تجاوز کرده‌است. آرجنتو که برای اهدای جایزه بهترین بازیگر زن به همراه ایوا دوورنی در جشنواره فیلم کن ۲۰۱۸ به روی صحنه رفته بود، گفت «سال ۱۹۹۷، همین‌جا در کن هاروی واینستین به من تجاوز کرد. آن زمان ۲۱ ساله بودم. و این جشنواره شکارگاه او بود. می‌خواهم پیشگویی کنم. کن دیگر هرگز پذیرای هاروی واینستین نخواهد بود. او با فضاحت و رسوایی در حالی به زندگی‌اش ادامه خواهد داد که جامعه سینما از او پرهیز دارد، همان جامعه‌ای که پشت او ایستاد و گناهانش را لاپوشانی کرد.» آرجنتو اضافه کرد: «و حتی امشب، در میان شما کسانی نشسته‌اند که همچنان نحوه برخوردشان با زنان زیر سؤال است. چرا که چنین رفتاری نه تنها در سینما جایی ندارد بلکه در هیچ صنعت و محل کاری جایی ندارد. خودتان می‌دانید چه کاره‌اید. جای شما در سینما نیست. اما از همه مهم‌تر، ما هم شما را می‌شناسیم و دیگر به شما اجازه نخواهیم داد قسر در بروید.»

## فعالیت‌ها
واینستین از جمله حامیان و کمک کنندگان دیرپای حزب دمکرات و کمپین‌های ریاست جمهوری باراک اوباما، هیلاری کلینتون و جان کری است. او از کمپین ریاست جمهوری ۲۰۰۸ کلینتون حمایت کرد و در خانه‌اش در وستپورت کنکتیکت برای رئیس‌جمهور اوباما در سال ۲۰۱۲ مراسم جمع‌آوری کمک مالی برگزار کرد.